# Josep de Sant Benet
Josep de Sant Benet (Signy-l'Abbaye, Ardenes, 1654 - Abadia de Montserrat, 1723), conegut com a Fra Josep de les Llànties, va ser germà llec benedictí i escriptor, a més d'escultor.

## Biografia

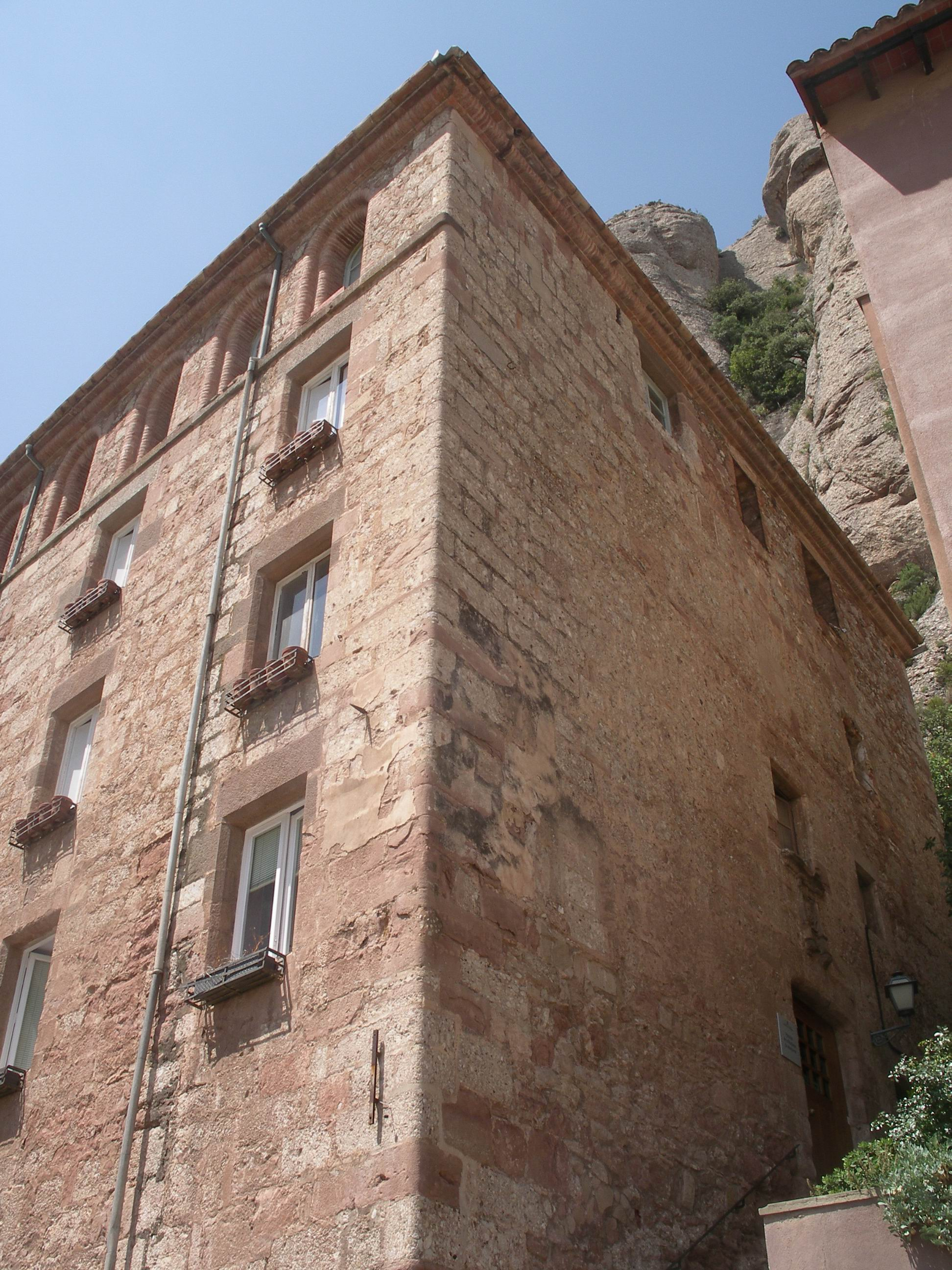
Casa dels Llecs, on va viure i morir Fra Josep

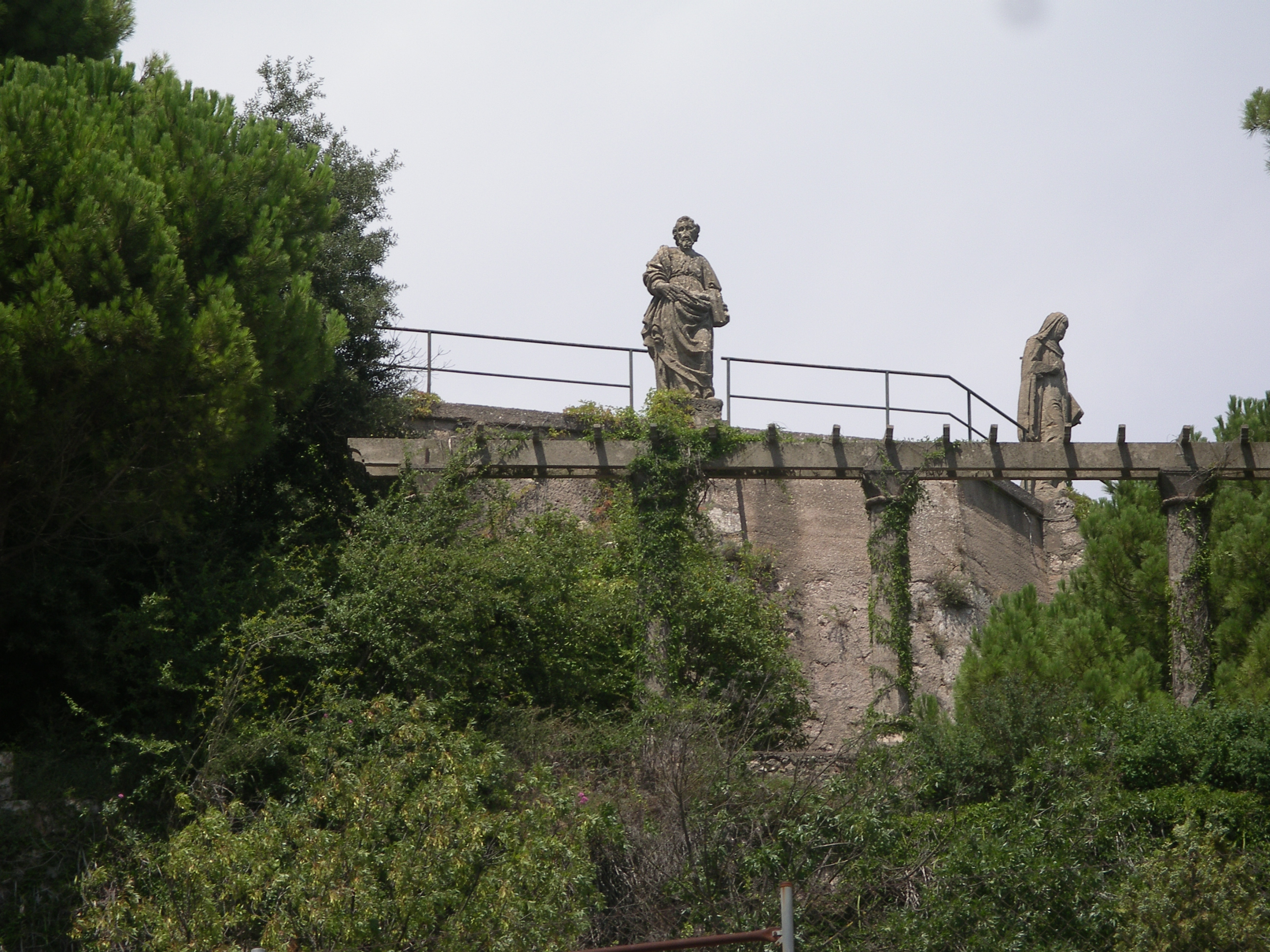
Escultures del safareig del jardí de Montserrat, obra de Fra Josep destinada al campanar

Nascut com a Thomas Antoine Marandel el 5 de desembre de 1654, pertanyia a una família flamenca benestant. De petit va mostrar inclinacions pietoses. En 1673 s'allistà a l'exèrcit reial. De pas per Catalunya, va treballar com a picapedrer al santuari de Montserrat, on se li desvetllà la vocació religiosa. En 1677, prengué l'hàbit de a germà llec (ja que no tenia prou educació per entrar com a monjo sacerdot i amb prou feines sabia llegir). Feia una vida exemplar de gran austeritat i penitència, mortificant-se amb cilicis i flagells, com era costum llavors. Aviat va ser conegut com a fra Josep de les Llànties, ja que es deia que les llànties s'encenien soles en la seva presència, com a testimoni de la seva virtut.
En 1677 el monestir li encarregà les vuit escultures que havien de coronar el nou campanar que, finalment, no es va arribar a construir. Tres escultures que van arribar a fer-se són avui coronant la cisterna que es troba als jardins del monestir, a la part del darrere de la basílica.
Tot i que no tenia estudis, des del seu ingrés al monestir va començar a llegir la Bíblia i a estudiar, i aviat va destacar pel seu coneixement de l'Escriptura i la subtilesa en abordar qüestions complexes de teologia i mística, capacitat que desvetllà l'admiració de tothom, arribant a ésser consultat per prestigiosos teòlegs. Escriví 42 tractats, 35 en llatí i 7 en castellà, còpies manuscrites dels quals aviat corregueren per Europa. Són tractats místics i ascètics de gran alçada intel·lectual, que el converteix, segons Anselm M. Albareda, en "el primer místic benedictí del seu segle". Entre les seves obres, editades com a Opera omnia a Madrid el 1725 (i reeditades els anys 1727, 1731, 1738 i 1755), hi ha una autobiografia publicada en 1746, Vida interior i 112 cartes.
Va morir el 18 de novembre de 1728. Se li atribuïa, com a explicació a la seva activitat intel·lectual, el carisma de la ciència infusa, el discerniment d'esperits, el do del consell i la predicció del futur. Ha estat declarat Venerable. El 1750 va ser enterrat a l'interior de la basílica, a la capella de Santa Anna, on hi havia una làpida que n'indicava el nom i la data de la mort. A la plaça dels monestir es conserva l'edifici, anomenat de Fra Josep de les Llànties, on va viure, i la seva cel·la.

## Obres basades en la seva vida
L'abat Benet Argeric escrigué Relación de la vida y virtudes de fray Joseph de San Benito. Un dels poemes del llibre Montserrat de Jacint Verdaguer li està dedicat: "Fra Josep de les Llànties".
Fra Josep de les Llànties de Montserrat,
més que un home, és un àngel de santedat.
Des de Flandes la Verge l'ha duit allí,
de penes i esperances per llarg camí.
Com palet de riera l'ha anat portant
a rodolons i a empentes pelegrinant
des de París a Elna, d'Elna a Girona,
des de Girona als temples de Barcelona;
fins que, nau rebatuda de riba en riba,
trobà en eix port son àncora la roca viva.
...